# Камичак (Кључ)
Камичак је насељено мјесто у Босни и Херцеговини у општини Кључ које административно припада Федерацији Босне и Херцеговине. Према попису становништва из 2013. у насељу је живјело 902 становника.

## Становништво
| Демографија | Демографија | Демографија |
| Година      | Становника  | Становника  |
| ----------- | ----------- | ----------- |
| 1961.       | 745         |             |
| 1971.       | 836         |             |
| 1981.       | 1.018       |             |
| 1991.       | 1.002       |             |
| 2013.       | 902         |             |